# トーホー
株式会社トーホーは、神戸市東灘区に本社を置く総合食品卸グループの持株会社。東京証券取引所プライム市場上場。業務用食品卸の大手商社。
かつては「トーホーストア」の名称でスーパーマーケット事業も手がけていたものの、2024年までに撤退した。

## 沿革
- 1947年10月 - 佐賀県にて、有限会社藤町商店を創業。
- 1953年3月 - 神戸市にて、東蜂産業株式会社を設立。
- 1960年4月 - セルフサービス方式のトーホーストア1号店（水前寺店）開店
- 1963年4月 - 神戸地区にトーホーストア1 号店（垂水店）開店
- 1983年1月 - 現社名に変更。大阪証券取引所2部、福岡証券取引所上場。
- 1997年7月 - 大阪証券取引所1部指定替え。
- 2000年11月 - 東京証券取引所1部上場。
- 2008年8月 - 持株会社に移行。株式会社トーホーフードサービス・株式会社トーホーストア・株式会社トーホービジネスサービスに事業を承継。
- 2012年2月 - 株式会社トーホーフードサービスを会社分割し、株式会社トーホーキャッシュアンドキャリー・株式会社トーホーマーケティングサポートを設立。
- 2015年6月 - 株式会社バローホールディングス（岐阜県恵那市）と資本業務提携（2023年3月1日付けで一旦提携解消）。
- 2016年3月 - 株式会社システムズコンサルタント（東京都中央区）がグループ入り。
- 2017年2月 - 株式会社トーホーマーケティングサポートを吸収合併。
- 2018年2月 - 株式会社エフ・エム・アイ（大阪市鶴見区）がグループ入り。
- 2020年12月 - 福岡証券取引所上場廃止[1]。
- 2022年10月 - トーホーストア事業を、大阪府大阪市のスーパー、コノミヤに譲渡すると発表した[2]（翌年5月上旬に譲渡断念[3]）。
- 2023年10月 - トーホーストア事業の内、13店舗をバローホールディングスの子会社3社（八百鮮、ヤマタ、中部薬品）に譲渡する事を発表[4][5][6]。
- 2024年
  - 1月 - トーホーストア事業の内、4店舗を三杉屋に譲渡する事を発表[7]。
  - 3月 - トーホーストア事業の内、3店舗を中部薬品へ、3店舗をゴダイに譲渡する事を発表[8][9][10]。
  - 11月21日 - この日をもってトーホーストアの営業を終了[11]。

## 経営理念
「食を通して社会に貢献する」「健康で潤いのある食文化に貢献する」

## 社名の由来
もとは東蜂であったが、東は創業者の藤崎の藤（トウ）から、ホウは、福岡支店の屋号「蜂屋」の蜂（ホウ）から。社名には「東に向かって働き蜂の如く」の意味が込められている。
「東蜂」を直訳した「EAST BEE」を自社のプライベートブランドとしている。

## グループ企業
- 株式会社トーホーフードサービス[13]
  - 事業内容：業務用食品卸売
- 株式会社トーホーストア[14]
  - 事業内容：小売業
- 株式会社トーホーキャッシュアンドキャリー[15]
  - 事業内容:業務用食品の現金卸売事業
- 株式会社トーホービジネスサービス[16]
  - 事業内容：シェアードサービスの提供
- 株式会社トーホーファーム
  - 事業内容：農作物の生産及び販売
- 株式会社トーホー・コンストラクション[17]
  - 事業内容：総合建設請負業
- 株式会社システムズコンサルタント[18]
  - 事業内容：ソフトウェアの開発・保守
- 株式会社エフ・エム・アイ[19]

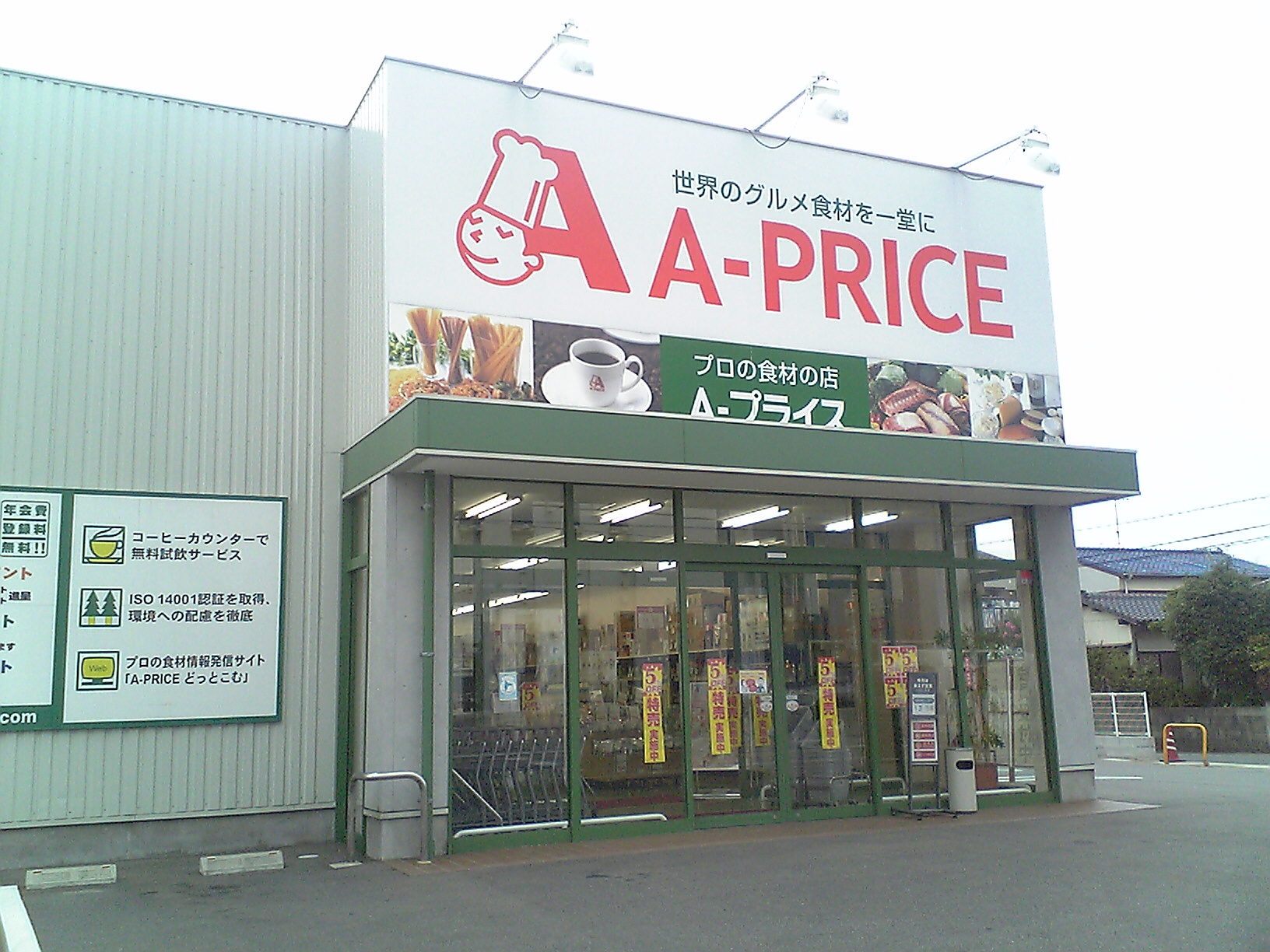
A-プライス前原店
（福岡県糸島市）

  - 事業内容：業務用調理機器・コーヒーマシン・製菓機器等の輸入・製造・販売

### トーホーストア店舗一覧
前述の通り、16店舗は2023年12月から2024年12月までの間にバローホールディングスの子会社3社（八百鮮、ヤマタ、中部薬品）に譲渡されるが、中部薬品へ譲渡される11店舗はドラッグストアへ業態転換される。他に、4店舗が当社と同じ東灘区内に本社を持つ三杉屋へ、3店舗が姫路市に本社があるゴダイへそれぞれ譲渡される。譲渡対象外の店舗は2025年1月までに閉店する予定である。店舗は順次閉店し、2024年11月21日をもって全店舗が営業を終了した。
閉店・譲渡の情報については公式発表も参照。
バローグループへ譲渡される店舗
- 八百鮮へ譲渡される店舗
  - 魚崎南店（神戸市東灘区、2024年1月25日閉店→八百鮮魚崎南店[24]）、垂水駅前店（同市垂水区、2024年6月6日閉店[25]）、上沢店（同市兵庫区、トーホーストアとしては2024年9月3日閉店予定）
- ヤマタへ譲渡される店舗
  - 宝塚旭町店（2024年1月18日閉店→たこ一宝塚旭町店[26]）、六甲道駅前店（神戸市灘区、2024年6月13日閉店）
- 中部薬品へ譲渡される店舗
  - つつじが丘店（神戸市垂水区、2023年11月9日閉店→ V･drug 垂水つつじが丘店[27]）、上高丸店（同区、2023年12月7日閉店→V･drug上高丸店[28]）、舞子店（同区、2024年2月29日閉店→V･drug舞子店）、本多聞店（同区、2024年3月7日閉店V･drug本多聞店）、西長田店（神戸市長田区、2024年1月31日閉店）、阪神大石駅店（神戸市灘区、トーホーストアとしては2024年11月21日閉店予定）、ポーアイ店（神戸市中央区、トーホーストアとしては2024年11月20日閉店予定）、志染駅前店（三木市、2024年7月11日閉店）、緑ヶ丘店（同市、2024年7月4日閉店）、大塩店（姫路市、トーホーストアとしては2024年11月6日閉店予定）、高砂店（高砂市、トーホーストアとしては2024年11月7日閉店予定）

三杉屋に譲渡される店舗
平野祇園店（神戸市兵庫区、2024年4月18日閉店→三杉屋平野祇園店）、滝の茶屋店（同市垂水区、2024年4月25日閉店→三杉屋滝の茶屋店）、旗塚店（同市中央区、2024年5月16日閉店→三杉屋旗塚店）、明石小久保店（明石市、トーホーストアとしては2024年9月26日閉店予定）、BiVi土山店（加古郡播磨町、2024年9月19日閉店予定）。
ゴダイに譲渡される店舗
名谷北落合店（神戸市須磨区、2024年3月28日閉店→ゴダイ名谷北落合店）、大久保駅前店（明石市、トーホーストアとしては2024年9月5日閉店予定）、みかたプラザ店（神戸市西区、2024年3月31日閉店→ゴダイみかたプラザ店）
上記他社への譲渡対象外店舗
竹の台店（神戸市西区、2024年3月21日閉店→サンディ竹の台店として開店予定）、六甲アイランド店（神戸市東灘区、2024年9月10日閉店予定）、かりばプラザ店（神戸市西区、2024年9月17日閉店予定）、曽根店（高砂市、2024年9月12日閉店予定）
かつて存在した店舗
- 太寺店（明石市）
- 大久保高丘店（明石市）
- 育が丘店（小野市）
- 藤江店（明石市）
- 御影西店（神戸市）
- 別府店（加古川市）
- 浜の宮店(加古川市)
- 神野店（加古川市）
- 宝塚山本店（宝塚市）
- 君影店（神戸市北区）
- 北鈴蘭台店（神戸市北区）
- 夢野店（神戸市兵庫区）
- 湊川公園店（神戸市兵庫区）
- 押部谷店（神戸市西区）
- 玉津店（神戸市西区）
- 多聞店（神戸市垂水区）
- 塩屋北店（神戸市垂水区）
- 小束山店（神戸市垂水区）
- 下山手店（神戸市中央区）
- 須磨店（神戸市須磨区）
- 鷹取店（神戸市長田区）
- 東二見店（明石市、2024年5月30日閉店[35]）